# Wilhelm Ziegler (Historiker)
Wilhelm Ziegler (* 25. November 1891 in Birstein, Kreis Gelnhausen; † 21. April 1962 in Birnfeld, Unterfranken) war ein deutscher Publizist, Historiker, in der NS-Zeit hoher Beamter im Reichsministerium für Volksaufklärung und Propaganda und nach 1945 Politiker des Gesamtdeutschen Blocks / Bund der Heimatvertriebenen und Entrechteten (GB/BHE). Er leitete von 1935 bis 1939 das „Institut zum Studium der Judenfrage“. Von 1950 bis 1954 war er Mitglied des Hessischen Landtags.

## Leben und Wirken
Ziegler besuchte die Mittelschule in Gelnhausen und das Gymnasiums in Büdingen, wo er 1910 das Abitur ablegte. Anschließend begann er ein Studium der Fächer Theologie, Geschichte und Volkswirtschaft in Marburg, Berlin, Göttingen, Bonn und Frankfurt am Main. Er bestand im Frühjahr 1914 das Erste Theologische Examen und wurde im Jahr darauf zum Dr. phil. promoviert. Im Ersten Weltkrieg wurde er 1916 vor Verdun schwer verwundet, ein Bein wurde amputiert. Er erhielt 1918 eine Anstellung im Reichsmobilmachungsamt. Ein Jahr später wechselte er in die Reichszentrale für Heimatdienst, in der Weimarer Republik eine Behörde für politische Bildung, und wurde 1927 Oberregierungsrat. Etwa zur selben Zeit gehörte er zu den führenden Mitarbeitern in der Geschäftsstelle des Arbeitsausschusses Deutscher Verbände. Er war seit 1925 Mitglied der Deutschen Volkspartei. 
Nach der Machtübernahme der Nationalsozialisten und der Auflösung der Heimatdienst-Zentrale wurde Ziegler im März 1933 als Referent für Wissenschaft ins Reichsministerium für Volksaufklärung und Propaganda unter Joseph Goebbels übernommen. Bereits im Frühjahr 1933 gehörte er zu einer Arbeitsgruppe hoher Beamter aus verschiedenen Ministerien, die den „Entwurf zu einem Gesetz zur Regelung der Stellung der Juden“ erstellten. Am 1. Mai 1933 wurde er Mitglied der NSDAP (Mitgliedsnummer 2.011.036). Er erreichte 1938 den Rang eines Ministerialrates und wurde als Judenreferent 1943 stellvertretender Leiter der Schrifttumsabteilung des Propagandaministeriums. Zu seinen Aufgaben gehörte die „Durchführung einer einheitlichen Propaganda des Reiches auf dem Gebiet der Außenpolitik, Wehrpolitik, Judenpolitik“.
Als Vertreter von Goebbels’ Ministerium wurde Ziegler 1935 zudem zum Leiter des Instituts zum Studium der Judenfrage berufen, das er bis 1939 führte, als sein Mitarbeiter Wolff Heinrichsdorff diese Aufgabe übernahm. Daneben saß Ziegler im Beirat der „Forschungsabteilung Judenfrage“ im Reichsinstitut für Geschichte des neuen Deutschland und nahm ab 1940/41 einen Lehrauftrag als Honorarprofessor für Neuere Geschichte, Politik und Judenfrage an der Auslandswissenschaftlichen Fakultät der Universität Berlin wahr. Seit 1944 saß Ziegler im Führungskreis des NS-Dozentenbundes. Ziegler war ab 1935 neben Paul Ritterbusch Herausgeber der im Carl Heymanns Verlag seit 1907 erscheinenden und nach 1933 gleichgeschalteten „Zeitschrift für Politik“, des ältesten politikwissenschaftlichen Publikationsorgans Deutschlands, nachdem er dort bereits über Fragen der politischen Erziehung in Deutschland (Heft 11 u. 12, 1931) geschrieben hatte.
Ernst Klee gibt zur Wirkung Zieglers einen Tagebucheintrag von Joseph Goebbels vom 5. März 1940 zu einer Propagandaschrift über das Britische Weltreich wieder: „Dr. Ziegler hat ein großartiges Quellenwerk ‚englische Humanität‘ geschrieben. Ich lasse es weidlich ausschlachten. Und alle Redner sollen es bekommen.“
Nach Ende des Zweiten Weltkrieges wurden zahlreiche von Zieglers Schriften in der Sowjetischen Besatzungszone und in der Deutschen Demokratischen Republik auf die Liste der auszusondernden Literatur gesetzt. Im Rahmen der Entnazifizierung wurde er 1948 durch eine Spruchkammer entlastet und war danach im Verband der Kriegsbeschädigten, Kriegshinterbliebenen und Sozialrentner Deutschlands (VdK) tätig. Ziegler wurde 1949 Landesverbandschef des Bundes der Fliegergeschädigten (Zentralverband der Fliegergeschädigten, Evakuierten und Währungsgeschädigten). Er war Mitglied der 1949 gegründeten rechtsextremen Deutsche Gemeinschaft und wechselte dann zum Block der Heimatvertriebenen und Entrechteten (BHE), für den er von 1950 bis 1954 im Hessischen Landtag saß. Von 1953 bis 1956 war Ziegler Staatskommissar für die Förderung der Zonengrenzkreise in der Hessischen Staatskanzlei und damit ein hoher Beamter unter Ministerpräsident Georg August Zinn (SPD) – der GB/BHE koalierte in Hessen ab 1954 mit der SPD.

### Vom Demokraten zum Nationalsozialisten
In seinem 1927 und 1929 erschienenen Buch Einführung in die Politik zeigt Ziegler, dass er ein Anhänger der „Weimarer Republik“ war, sich durchaus als Demokrat und Anhänger Friedrich Eberts verstand und sich zur Bestätigung seiner Sichtweise zum Beispiel auf den französischen Literaturwissenschaftler und Politiker der Linken Edouard Herriot berief, der in vielen Funktionen, u. a. als Minister, Präsident der Nationalversammlung, Regierungschef, der Dritten Französischen Republik diente.
Zieglers Berufung auf Herriot – und in gleichem Atemzug auf Jesus (S. 286) – beinhaltet die Zwiespältigkeit der von ihm empfohlenen Politik, die er als national „auf demokratischer Grundlage“ versteht (S. 292), die aber auf Expansion zielt. Denn die von Ziegler aufgezählten Probleme, die er als „nächste Aufgaben der deutschen Politik“ (S. 274) zu lösen ansieht, sind vor allem außenpolitische, und zwar immer gebunden an die Veränderung der durch den „Versailler Vertrag“ bedingten Verluste, die er in einem ausführlichen Anhang aufzählt (S. 295–297). Dabei hat die deutsche Politik in seiner Sicht eigene Versäumnisse zu beklagen, die bis ins Mittelalter zurückreichen und im 19. Jahrhundert „zu dem logisch unfassbaren und tragischen Resultat“ geführt haben, „dass sich die deutsche Geschichte im 19. Jahrhundert zu einem Zweikampf zwischen zwei Kolonialmächten um die Führung des deutschen Staates zuspitzte“, womit er Preußen und Österreich meint. Damit gibt er sich sowohl als Anhänger einer „großdeutschen Lösung“ zu verstehen, wie er auch den kolonialen Aspekt der historischen Entwicklung Deutschlands hervorhebt, und zwar immer in kontinentaler Ausrichtung nach Osten (S. 12). Dieses „Großraumdenken“ (Carl Schmitt) kennzeichnet auch seine Wahrnehmung des Ersten Weltkriegs, wenn er schreibt: „Und wenn wir gar die deutsche Politik im Weltkrieg auf den eigentlichen höheren Nenner bringen, dann war es doch das Bild von dem künftigen um die Achse Hamburg-Bagdad gelagerten Mitteleuropa, das uns als Endziel eines siegreichen Krieges vor Augen schwebte“ (S. 20).
In vom Imperialismus markierter Wahrnehmung spricht er von der „weißen Rasse“: „[…] politisch ist sie tatsächlich ‚das Salz der Erde‘ geworden. Diese Indogermanen“ – zu denen Ziegler Germanen, Romanen und Slawen zählt – „sind ohne Zweifel die politisch begabteste und talentierteste Rasse auf der Welt“ (S. 63). So hebt er die „außerordentliche Bedeutung des Rassebewusstseins für die Kolonialpolitik“ hervor, anerkennt aber bei den Engländern, dass „Männer jüdischer Rasse führende Stellungen vom Premierminister bis zum Vizekönig von Indien eingenommen haben […] und dass gerade die Engländer, unter der Flagge des Zionismus, Palästina zur ‚Befreiung‘ vom türkischen Joch verholfen haben“ (S. 68).
Ziegler bewundert an der französischen Republik, wie sie Frankreich trotz der Niederlage im Krieg gegen Deutschland zwischen 1870 und der Jahrhundertwende zur zweitgrößten Kolonialmacht nach England entwickelt hat (S. 288 f.). Dabei war in Kauf genommen worden, dass die Menschenrechte außerhalb des Mutterlandes nicht mehr galten, sondern nach dem seit 1881 zunächst für Algerien verabschiedeten Code de l’indigénat die einheimischen Algerier zu einer minderen Rasse herabgesetzt wurden. Édouard Herriot (1872–1957) war als Befürworter der französischen kolonialen Expansion und des Kolonialismus in Gestalt eines permanenten Ausnahmezustandes nicht nur Ziegler bekannt, sondern auf dem deutschen Buchmarkt Ende der 1920er Jahre mit republikanisch friedfertigen Titeln wie Vereinigte Staaten von Europa, Für die deutsch-französische Verständigung und mit Erinnerungen eines Politikers und Staatsmannes vertreten.
Ziegler hält sich mit negativen Charakteristika anderen Völkern gegenüber zurück und eine kolonialistische Zweiteilung der Menschen taucht bei ihm nur auf, wenn er in der „weißen Rasse“ das „Salz der Erde“ sieht. Dabei vertritt Ziegler einen Expansionsanspruch nach Osten und Südosten in slawisches Gebiet. Der „polnische Korridor“ und seine Beseitigung wie auch die Inanspruchnahme der Weichsel und der Donau sind die auffälligsten Merkmale, die zu einer friedlichen Lösung und zu den beschworenen guten nachbarschaftlichen Beziehungen nach Westen und Osten (S. 277) nicht passen wollen, zumal sie nur unter Infragestellung der Souveränität und unter Missachtung der Grenzen zu den neu entstandenen slawischen Nationalstaaten zu lösen wären. Das heißt, dass Ziegler eine imperiale Republik wie die französische anstrebte, aber auf dem Kontinent „ein neues Deutschland in einem neuen Europa“ (S. 292). So nehmen sich die in der folgenden Passage enthaltenen Aussagen auch am bedrohlichsten aus, wenn er sich dagegen verwahrt, dass Deutschland „das Elementarrecht aller Nationen vorenthalten wird, das Recht der nationalen Selbstbestimmung und des Zusammenschlusses mit unseresgleichen. Das ist wahrhaft legale Politik. Sie bedarf keiner Verschleierung, keiner doppelten Moral! Zwar wird deswegen auch die politische Klugheit nicht zu schweigen brauchen. Die Frage des ‚Wann‘ und des ‚Wie‘ gehört zu den Elementarregeln jeder politisch reifen Propaganda. Aber über das ‚Dass‘ kann nachgerade kein Zweifel mehr bestehen“ (S. 292).
Ziegler ist einer der Ersten, die dann den Krieg rechtfertigen: 1939 erscheint in zwei kurz aufeinander folgenden Auflagen seine 79-seitige Reclambroschüre Wie kam es zum Kriege 1939?, die vor allem in den Oberstufen von Oberschulen zur Pflichtlektüre wird.

## Schriften (Auswahl)
- Grundlagen für den vaterländischen Unterricht, Berlin: Kriegspresseamt, 1918
- Einführung in die Volkswirtschaft, Berlin: Zentralverlag 1921
- Bilddokumente zur Kriegsschuldfrage, Berlin: Verlag Deutsche Volksgemeinschaft, 1925 (auch englisch als Pictorial Evidence on the question of war-guilt)
- Einführung in die Politik, 2., verb. Auflage, Berlin: Zentralverlag, 1929
- Versailles, die Geschichte eines mißglückten Friedens, Hamburg 1932; Zweite Auflage: Hanseatische Verlagsanstalt, Hamburg 1933.
- Die Deutsche Nationalversammlung 1919/1920 und ihr Verfassungswerk, Zentralverlag, Berlin 1932
- Beitrag von W. Z. in: Hans Weberstedt (Hrsg.): Deutschland fordert Gleichberechtigung. Eine Sammlung von Aufsätzen und Rundfunkreden über die Fragen der Gleichberechtigung, Sicherheit und Abrüstung. Armanen, Leipzig 1933 (zusammen mit Johann von Leers u. a. Antisemiten)
- Verdun. Das Heldenlied des Weltkrieges. 1. Auflage. Hamburg: Hanseatische Verl.-Anstalt, 1936
- Der Zerfall des Versailler Vertrages, Berlin: Junker u. Dünnhaupt, 1937
- Die Judenfrage in der modernen Welt, Berlin: Junker u. Dünnhaupt, 1937.
- Volk ohne Führung. Das Ende des zweiten Reiches, Hanseatische Verlagsanstalt, o. J. (1938)[18]
- Was wird mit Frankreich? Ein weltgeschichtliches Bild. Berlin-Dahlem: Ahnenerbe-Stiftung, 1939
- Wie kam es zum Kriege 1939. 2. Auflage, Reclam, Leipzig 1939
- Über die englische Humanität. Ein Dokumentenwerk. Berlin: Deutscher Verlag, 1940.
- Das Weltjudentum der Neuzeit. In: Forschungen zur Judenfrage. Bd. 4, Hamburg: Hanseatische Verlagsanstalt 1940, S. 215–237.
- Versailles. Die Geschichte eines missglückten Friedens. Hamburg: Hanseatische Verl.-Anstalt, 1941.
- Großdeutschlands Kampf. Ein Rückblick auf das Kriegsjahr 1939/40 in Politik und Kriegführung. Reclam, Leipzig 1941
- Der Endkampf in Versailles. Feldpostausg., Hamburg: Hanseatische Verl.-Anstalt, 1942
- Freiherr vom Stein, der Wegbereiter deutscher Freiheit, Einheit und Selbstverwaltung. 3., erw. Aufl., Bollwerk, Offenbach am Main 1952

als Herausgeber
- im Auftrag des Deutschen Außenwissenschaftlichen Instituts, zus. mit Paul Meier-Benneckenstein: Zeitschrift für Politik. Carl Heymanns, Berlin (seit 1910 erschienen), Ziegler Hg. seit 1940, zuletzt 1944 nachweisbar